# Topfzeit
Unter Topfzeit versteht man die Verarbeitbarkeitsdauer von reaktiven Materialien, z. B. Klebstoff. Sie wird bisweilen auch Gebrauchsdauer genannt. Es ist also die Zeit zwischen dem Anmischen einer mehrkomponentigen Substanz und dem Ende ihrer Verarbeitbarkeit, also die Zeitspanne, in der sich die Substanz noch aus dem Topf nehmen und verarbeiten lässt. Meist zeigt sich das Ende der Topfzeit durch deutlichen Viskositätsanstieg, der eine weitere Verarbeitung verhindert.
Die Topfzeit ist von den chemischen Eigenschaften der Substanz und von den Umweltbedingungen abhängig. So ist die Angabe der Topfzeit eines Stoffes (z. B. eines Klebstoffs) nur sinnvoll und aussagekräftig mit zusätzlicher Angabe der Menge, Durchmischung, Umgebungsklima (Temperatur und Feuchte) und Gefäßform. Die Topfzeit steht meist in direktem Zusammenhang zur Gelzeit.
Sehr häufig wird fälschlicherweise der Begriff „Tropfzeit“ verwendet, der suggeriert, er rühre vom Viskositätsanstieg her, währenddessen die Tropffähigkeit eines dünnflüssigen Stoffs abnimmt.
Die Topfzeit kommt zur Anwendung bei (Auswahl):
- Klebstoffen
- Kunstharzen
- Lacken
- Farben
- Gips
- Mörtel